# Rachel Reeves
Rachel Jane Reeves (Lewisham, 13 febbraio 1979) è un'economista e politica inglese, Cancelliere dello Scacchiere dal 5 luglio 2024.
Esponente del Partito Laburista, dal 2010 è membro della Camera dei Comuni per la circoscrizione Leeds West
Prima di avere incarichi politici, ha lavorato come economista presso la Banca d'Inghilterra, l'Ambasciata britannica a Washington e la Halifax Bank of Scotland (HBOS). Nel maggio 2021 ha sostituito Anneliese Dodds come Cancelliera dello Scacchiere del governo ombra. In questo ruolo, ha aderito alla "moderna economia dal lato dell'offerta", una politica economica che si concentra su infrastrutture, istruzione e offerta di lavoro, rifiutando tagli fiscali e deregolamentazione. Nel 2023 ha coniato il termine “securonomics” per riferirsi alla sua versione di questa politica economica.

## Biografia
Figlia di due insegnanti, Graham e Sally Reeves di Lewisham, nel sud-est di Londra, ha studiato alla Cator Park School for Girls a Bromley. A scuola, vinse il titolo di campionato britannico femminile under 14 di scacchi, in un torneo organizzato dall'ormai scomparsa "British Women's Chess Association". Ha quindi studiato al New College, dell'Università di Oxford, e ha poi conseguito un Master in Economia presso la London School of Economics.
Tra il 2000 e il 2006 ha lavorato come economista presso la Banca d'Inghilterra e l'Ambasciata britannica a Washington; si è poi trasferita a Leeds nel 2006 per lavorare alla Halifax Bank of Scotland (HBOS). Ha sostenuto un colloquio di lavoro presso Goldman Sachs, ma ha rifiutato l'impiego, nonostante quel posto, a suo dire, avrebbe potuto renderla "molto più ricca".
Riguardo alla sua formazione politica, cita l'influenza esercitata dal padre su di lei e su sua sorella Ellie, riguardo alle idee socialdemocratiche. Ricorda un episodio risalente a quando aveva otto anni, in cui suo padre indicò in televisione la figura di Neil Kinnock, allora leader del partito laburista, e disse loro "che era quello per cui votavamo". Afferma che lei e sua sorella "sapevano entrambe da allora di essere laburiste". Entrò nel partito laburista all'età di sedici anni.

## Carriera politica
Alle elezioni generali del 2005 si è presentata come candidato parlamentare del Partito laburista nell'allora seggio di Bromley e Chislehurst, considerato un feudo conservatore, piazzandosi seconda. Ha anche partecipato alle elezioni suppletive del 2006 nella stessa circoscrizione elettorale, in seguito alla morte del deputato conservatore in carica, Eric Forth, nell'occasione classificandosi al quarto posto, quando i Liberal Democratici balzarono al secondo posto e il sostegno ai laburisti era sceso da 10.241 voti a 1.925, in quella che è stata definita una "umiliazione" per il partito. Il risultato è stato il peggiore ottenuto da un partito al governo dal 1991.
In seguito cercò la nomina per il seggio del Leeds West alle elezioni generali del 2010, cercando di sostituire John Battle, che aveva scelto di ritirarsi. È stata scelta  per contendere il seggio a una rosa di potenziali candidature parlamentari del partito laburista composta da sole donne. È stata eletta con una maggioranza di 7.016 il 6 maggio 2010, una riduzione di 5.794 rispetto alla maggioranza di cui godeva Battle. Nel suo primo discorso, pronunciato l'8 giugno 2010, ha elogiato il lavoro di Battle e si è impegnata a continuare a lottare per la giustizia in favore delle vittime del disastro dell'amianto di Armley e delle loro famiglie. In una serie di interrogazioni parlamentari, ha chiesto al governo se intendeva mantenere le promesse del precedente esecutivo sul risarcire le vittime dell'amianto con diagnosi di placche pleuriche e se intendeva fa entrare in vigore una legislazione che per facilitare il ricorso alle richieste di risarcimento nei confronti degli assicuratori.

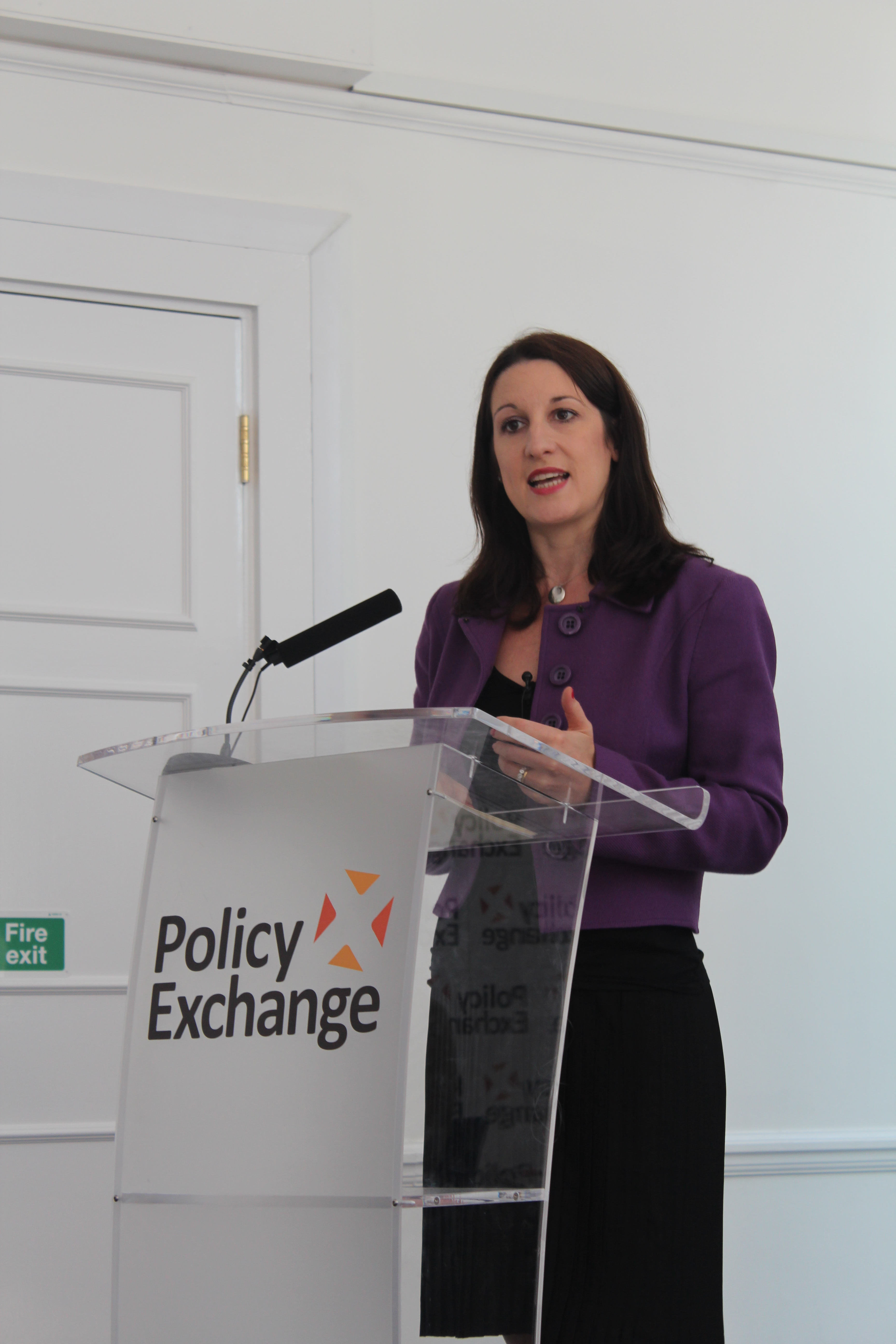
Reeves nel 2012

Dopo le elezioni del 2010, ha sostenuto Ed Miliband per la leadership laburista perché lo sentiva come il candidato più disposto ad ascoltare il pensiero degli elettori sugli errori compiuti dal partito. Da deputata, è stata nominata membro del comitato ristretto del Dipartimento per le imprese, l'innovazione e le competenze e poi ministro ombra per le pensioni nell'ottobre 2010. Nel suo ruolo di ministro ombra per le pensioni, ha condotto una campagna contro la proposta del governo di accelerare l'equiparazione delle età pensionistiche statali per uomini e donne. È stata promossa alla carica di segretario capo ombra del Tesoro nell'ottobre 2011.
Nominata Segretario di Stato ombra per il lavoro e le pensioni nel 2013, ha proposto che ogni disoccupato per due anni, o un anno se minore di 25 anni, sia tenuto ad accettare un lavoro garantito, pena la perdita l’accesso ai benefici. Ha causato polemiche all'interno del Partito laburista affermando che il Labour sarebbe stato "più duro" del Partito conservatore nel tagliare la legge sui benefici. Ha causato ulteriori polemiche all'inizio del 2015 quando ha affermato che "noi [i laburisti] non siamo e non vogliamo essere visti come il partito che rappresenta coloro che sono senza lavoro".
Dopo l'elezione di Jeremy Corbyn a leader nel 2015, ha sostenuto Owen Smith nelle elezioni per la leadership del partito laburista del 2016. Nel settembre 2016, ha descritto il suo collegio elettorale "come un'esca incendiaria", che potrebbe esplodere in assenza di freni all'immigrazione.
Con l'ascesa di Keir Starmer a leader laburista nel 2020, è stata nominata Cancelliere ombra del Ducato di Lancaster, con responsabilità della risposta laburista alla Brexit e di ombra per Michael Gove.

### Cancelliere ombra dello Scacchiere
Reeves è stata promossa al ruolo di Cancelliere ombra dello Scacchiere in sostituzione di Anneliese Dodds, in un rimpasto del governo ombra il 9 maggio 2021.
Nel dicembre 2021, ha dichiarato che avrebbe sostenuto un taglio di 2 centesimi all'aliquota base dell'imposta sul reddito se i conservatori lo avessero proposto. Si è opposta al previsto aumento dell'1,2% delle aliquote contributive per il finanziamento della previdenza sociale. Ha sostenuto la scelta del partito laburista di pianificare una sostituzione delle tasse sulla proprietà aziendale con un nuovo sistema che permetta un carico fiscale a un livello più equo per i negozi fisici rispetto alle attività online più grandi.
In un'intervista concessa al Financial Times, in cui delineava il suo progetto sul rafforzamento dell'economia britannica, ha affermato che un governo Starmer sarebbe favorevole alle imprese e impegnato nella disciplina fiscale. Ha detto che la Gran Bretagna ha visto decenni perduti di crescita in stile giapponese, un declino che, lei sostiene, un governo laburista avrebbe invertito rispettando le regole fiscali ed eliminando i prestiti per le spese quotidiane, senza promesse elettorali su impegni di spese non finanziati. Ciò, ha detto, avrebbe consentito alla spesa pubblica in conto capitale di crescere in misura superiore all’attuale limite del del 3% in rapporto al Pil annuo, in modo da promuovere la crescita economica, in un impegno a favore sia dei lavoratori sia delle imprese. Ha anche dichiarato di non pensare a un rientro della Gran Bretagna nell'Unione europea o nel suo mercato unico nei successivi 50 anni. Ha dichiarato di essere contraria al ritorno della libertà di movimento dei lavoratori tra il Regno Unito e l'UE.
Ha anche affermato che il calo dei membri del Partito laburista è stato una buona cosa, poiché il partito ha così perso sostenitori indesiderati.
In un suo discorso pubblico a Bury del 20 gennaio 2022 (presentata in quell'occasione dal deputato Christian Wakeford, passato al Labour dal Partito conservatore), ha aggiunto ulteriori dettagli al suo progetto: un piano di investimenti sul clima da 28 miliardi di sterline all’anno, che creerebbe posti di lavoro e sosterrebbe l’industria; l’obiettivo di creare 100.000 nuove imprese in cinque anni; il riconoscimento reciproco delle qualifiche professionali con l'UE; accordi veterinari per aiutare l'industria alimentare e delle bevande; il ripristino dei tour senza visto per i musicisti.
Nel 2023, dopo che il partito laburista ha abbandonato la sua promessa di abolire le tasse universitarie, ha affermato che "da quando [Starmer] è diventato leader, le circostanze sono cambiate in modo significativo" e ha incolpato la gestione dell'economia da parte del governo conservatore.

## Vita privata
È sposata con Nicholas Joicey, un funzionario pubblico ed ex segretario privato e autore di discorsi di Gordon Brown. La coppia ha case a Leeds (Bramley) e Londra e due figli: una figlia nata nel 2012 e un figlio del 2015.
La sorella minore di Rachel, Ellie, è la deputata laburista del collegio di Lewisham West and  Penge ed è sposata con John Cryer, a sua volta deputato laburista di Leyton e Wanstead.